# John Askew (disc jockey)
Pour les articles homonymes, voir John Askew (homonymie) et Askew.
John Askew, né en 1er novembre 1975 en Angleterre, est un disc jockey, producteur et compositeur de musique trance anglais. 

## Biographie
John Askew s'interesse à la musique Trance en 1993. Son premier album, Vellum sorti en 2001 connait un réel succès dans le monde du clubbing et de la trance. Ses productions ultérieures sont publiées dans son label "Discover" et il signe également un grand nombre de remixes d'artistes trance chez divers labels (Duty Free, Ministry of Sound, Euphonic etc.).
Il sera invité sur la BBC pour des mixes, ainsi que sur la radio londonienne  Kiss 100. Il officie en tant que DJ dans les plus grands clubs londoniens (The Gallery, Cream et le Ministry of Sound) ainsi que pour des clubs internationaux.
Durant son enfance, il joue de la guitare dans des petits groupes de rock, mais se tourne définitivement vers les musiques électroniques après avoir participé à une rave-partie en 1993.

## Discographie
- 2001, Vellum